# (25992) Benjamensun
(25992) Benjamensun est un astéroïde de la ceinture principale.

## Description
(25992) Benjamensun est un astéroïde de la ceinture principale. Il fut découvert le 19 mars 2001 à Socorro (Nouveau-Mexique) par le projet LINEAR. Il présente une orbite caractérisée par un demi-grand axe de 2,38 UA, une excentricité de 0,18 et une inclinaison de 7,4° par rapport à l'écliptique.

## Compléments